# تروي كارتر
تروي كارتر (بالإنجليزية: Troy Carter)‏ هو سياسي أمريكي، ولد في 26 أكتوبر 1963. حزبياً، نشط في الحزب الديمقراطي. وقد انتخب عضو مجلس نواب لويزيانا.